# ミッツ・マングローブ
ミッツ・マングローブ（Mitz Mangrove, 1975年4月10日 - ）は、日本のドラァグクイーン、タレント、ナレーター。本名、徳光 修平（とくみつ しゅうへい）。ユークリッド・エージェンシー所属。血液型B型。

## 来歴

### 生い立ち
神奈川県横浜市緑区生まれ。父・次郎の仕事の関係で親子で英国に移住し、ロンドンで小中学校に通い帰国。慶應義塾高等学校、慶應義塾大学法学部政治学科卒業後、英国ウエストミンスター大学コマーシャル・ミュージック学科へ留学、2年で中退。このような経歴から、英語が堪能である。

### 活動歴
新丸の内ビルディングにある女性限定バー「来夢来人」（らいむらいと）のママとして勤務している。なお「来夢来人」の経営者ではなく、本人曰く「アルバイトみたいなもの」である。また、女装関連のイベントを企画・開催している。
マツコ・デラックスとはデビュー前に2人で全国に営業へ行っていた。大晦日には女装家のNHK紅白歌合戦のトリをマツコと行っていた。
舞台の演出、オムニバスCDの監修など、幅広く活動している。
2011年3月23日、シングル「若いってすばらしい」で日本コロムビアより歌手デビュー。
2011年10月5日、Mitz Mangrazie（ミッツ・マングラッチェ）という別名義で、日本・イタリアデビューを飾る。
また、Mitz Mangrazieデビュー曲となる「彼とお月様〜Notte di Luna〜」は、「イタリアーノへの“grazie（感謝）”を込めて・・・」という意味合いで、ルーツの地となるイタリアでの配信リリースに至っている。
2005年には、同じく女装家のギャランティーク和恵、メイリー・ムーの3人で、女装歌謡ユニットである星屑スキャットを結成。2012年2月1日には、ギャルのカバー曲である「マグネット・ジョーに気をつけろ」で日本コロムビアより配信デビュー。6月27日にはCDデビューも果たした。

## 人物
父は英国伊勢丹社長や伊勢丹の新宿本店店次長を務めた徳光次郎（1947年〜2021年）。伯父（父の兄）はアナウンサーの徳光和夫。祖父は元映画監督で後に日本テレビ社員となった徳光寿雄。タレントの徳光正行は従兄弟にあたる。
5歳の時に自分が同性愛者であることに気付く。伯父の和夫もなんとなくそれに気付いており、後に「この道を極めるだろうという感じがした」と語っている。
「ミッツ・マングローブ」という名は、自ら命名したものである。「ミッツ」については、和夫が「徳さん」と呼ばれるのをアレンジし、「自分は分家だから『徳光』の『ミツ』を使った」とのこと。「マングローブ」については、大げさで洋風な名前をつけようと、響きと字面だけで付けたが、本人はマングローブがどんなものか知らなかったという。和夫とはバラエティ番組『徳光&ピン子&ミッツのもしも突然芸能人が家族になったらどうなる?』（テレビ東京）で司会として共演している。
『女装家』という言葉を作った人物。理由はいわゆるニューハーフのように美容整形手術（豊胸、性転換など）を行わず、女性の格好をして生計を立てていることから「ちょっと上から目線でつけた」とのこと。
女装に対して「不条理な状態」と考えており「おっさんが女装して『綺麗でしょ?』なんて聞くのは逆ギレもいいとこ。居直り強盗と同じ。」「女みたいって言われるより『ブス!』って言われる方が反骨精神でテンションがあがる」「女装家は女性に見えたら終わり。だから私は身長が高いことに感謝している。」と語っている。ただし、時間やお金をかなりかけての大掛かりなショーでの女装では「綺麗」と言われることは嬉しいという。どちらかと言えば、おかまやニューハーフよりもドラァグクイーンの考え方に近い心構えを持っている。
女装の師匠は木梨憲武（とんねるず）であると、かつて出演したバラエティ番組『とんねるずのみなさんのおかげでした』（フジテレビ）の「新・食わず嫌い王決定戦」のコーナーで語った。
親友のマツコは、古くからの友人で全国のショーパブに2人で回っていたため、仕草（会話する時に右手をヒラヒラと動かし、話を聞く時は必ず両手を揃えていたり、鼻の下を手で抑えるなど）や言葉遣いが若干似ている。マツコはミッツと友人になったことで徳光家と関わりを持つようになり、「事務所には入った方がいい」との和夫の勧めでナチュラルエイトに所属した。また、作家でエッセイストの中村うさぎや株式トレーダーの若林史江とも友人である。また、父母や伯父と長く親交のあった司会者の芳村真理（父が勤務していた新宿･イギリス伊勢丹の常連客であった）とは子供の頃から家族ぐるみでの付き合いがあり、芳村がかつて司会を務めていた音楽番組『夜のヒットスタジオ』（フジテレビ）が放送999回を記念して全編ロンドンで生中継された際（1988年2月3日放送）、家族と芳村との密なパイプを使って同放送の様子を極秘で見学した経験を持っている。
従兄の正行の結婚式に出席した際、親族であるにもかかわらずマツコと同じ友人向けのテーブルに座らされたことを明かしている。
20年間クラシックピアノを習っていたため、ピアノ演奏ができる。
V6ファンであることを公言しており、自身のラジオ番組でもV6の曲をよく流す。また、中森明菜がデビューした当時からの熱狂的ファンでもある。2024年12月15日放送の特別番組『中森明菜のオールタイムリクエスト』（ニッポン放送）にて、40年越しの悲願であった中森との対面を果たした。
好角家でもあり、石浦将勝の筋肉美にほれ込んでいる様子などをブログにつづっている。一方で「髙安は秋元才加と結婚すればいい」というファンの願望に対しては「どこかふたりに対して、非常に稚拙で乱暴な括り方をしているのではないかと」と批判している。
2016年に自身が学習障害であることを告白している。症状は「活字の暗記が出来ない」というものであり、小さい時から気付いていたため、「絵と音では暗記出来る」ということで、勉強する上ではさほど問題はなく、むしろ成績は常に上位だったというが、音読や活字で暗記した時には頭に浮かぶが、言葉にするとゆっくり話すようになってしまう。しかし、本人はあまり気にしていない。
2020年11月15日放送のバラエティ番組『行列のできる相談所』（日本テレビ）にて、ミッツは今まで誰にも言ったことのない秘密として、子どもの頃に鉄道模型や時刻表を眺めるのが大好きな“鉄道少年”だったことを明かした。しかし、15歳の頃にミッツは「オネエが鉄道好きなんて似合わないわ」と思い、大好きだった鉄道を封印してこれまで一切語らなかった。しかし30年が経ったある日、ある番組の打ち合わせの際にディレクターから「子どもの頃好きだった鉄道模型、また集めてるんですよ」という話を聞いて昔を思い出したミッツは、封印していた鉄道模型と再会し、さらに20年ぶりに電車に乗り、車内アナウンスや車窓から見える風景に「電車が好きな気持ちはあの頃と変わらない」と涙をこぼしたことを明かした。

## 女装家
ミッツはテレビ番組に出演を開始した頃、女装家の肩書を称していた。この肩書はミッツが情報バラエティ番組『サンデージャポン』（TBSテレビ）に出演する際に称した肩書であり、番組側から「ドラァグクイーン」が分かりづらいためとして考案したものである。ミッツ自身はこの肩書を一種の皮肉を込めて名付けたとしていたが、その後マツコ・デラックスなど他の女装を行っている人物も「女装家」という肩書で呼ばれるようになり、一種のジャンルとされるようになった。

## 発言
2016年、リオデジャネイロオリンピックで吉田沙保里が4連覇を逃した際のインタビューに対して、「涙がひとつぶも出なかった。かえってしらけちゃって」と出演のテレビ番組で発言して、ネット上で批判を浴びた。その後、自身のブログ内で「言葉足らずだった」と弁明した。
2017年6月の週刊誌によると、同性カップルを結婚に準じる関係と公的に認める全国初の「パートナーシップ証明書」の交付が認められる渋谷区ではなく新宿区に住んでいる。これは「以前、渋谷区で『同性パートナーシップ条例』ができた時、人から『良かったね!渋谷区に住めば幸せになれるじゃん！』と言われ、なかなか複雑な気持ちになった経験があります。表層的な『言葉狩り』ばかりに躍起になっている感のある昨今ですが、むしろ悪気のない無邪気さの裏に潜在する無自覚な差別意識の方が、よっぽど怖いし性質が悪い。だったら自分から率先して「オカマと言ったら切れ痔!」とか「トイレは多目的用を使います!」と言ってしまえば、そのようなものも回避できる」という考えによる。

## 出演
太字は現在オンエア中のレギュラー・準レギュラー番組

### ラジオ番組
- （秘）ミッツラジオ（2010年10月1日 - 2011年3月末、ラジオ日本）
- 飯田浩司の「声だしていこー。」（ニッポン放送）
  - 2010年10月6日 - 2011年3月末まで、水曜日の企画「あなたの日常を丸裸にする世渡りーマン」にレギュラー出演。
- 第36回ラジオ・チャリティー・ミュージックソン（2010年12月24日、ニッポン放送）※ゲスト出演
- 大竹まこと　ゴールデンラジオ（2011年3月18日、文化放送） - 新発売の歌、若いって素晴らしいを紹介
- オールナイトニッポンGOLD（2011年5月9日、ニッポン放送）※スペシャル・パーソナリティ
- オールナイトニッポンGOLD_オールナイトニッポン45周年特別企画（2012年4月20日・2013年3月15日、ニッポン放送）
- 小島慶子とミッツ・マングローブのオールナイトニッポンGOLD（2013年10月9日 - 2014年12月17日、ニッポン放送）
- ミッツ・マングローブのオールナイトニッポンGOLD（2015年1月7日 - 2015年9月23日、ニッポン放送）
- ミッツ・垣花の平成アイドルリクエスト（2019年10月12日[注 1]、ニッポン放送）※パーソナリティ
- オールタイム・ジャニーズ 歌い継ぎたい名曲リクエスト（2019年10月13日、ニッポン放送）※パーソナリティ
- サンドウィッチマン ザ・ラジオショーサタデー（2021年10月9日、ニッポン放送） - ゲスト
- ミッツ・ザ・コレクション（2021年11月2日 - 、ニッポン放送）
- ミッツ・マングローブのかしこラジオ（2023年11月9日 - 、MBSラジオ）
- 中森明菜 オールタイムリクエスト（2023年12月17日、ニッポン放送）※垣花正と共にパーソナリティー[13][14]
- 中森明菜のオールタイムリクエスト（2024年12月15日、ニッポン放送）※中森明菜、垣花正と共にパーソナリティー[15]

### テレビ番組
現在出演中のレギュラー
- 5時に夢中!（2010年10月 - 、TOKYO MX）※金曜アシスタント

  - 2010年12月31日 開局15周年記念スペシャル 5時に夢中!2011新春スピンオフ「輝け!おママ対抗歌合戦〜第2回 グランドチャンピオン大会〜」、番組MCとして出演（2011年1月1日）
- スポーツ酒場 語り亭（2013年4月 - 、NHK BS1）※酒場のママという設定

不定期出演
- サンデージャポン（2010年7月25日 - 、TBSテレビ）
- くりぃむクイズ ミラクル9 （テレビ朝日）
- ビートたけしのTVタックル （2014年4月 - 、テレビ朝日）※ほぼ毎回出演
- プレバト!!（毎日放送） ※俳句（名人2段）[要出典]

主な過去の番組
- ピーター&ミッツの煮るなり焼くなり（2017年10月6日 - 12月22日、BSジャパン）※ピーターと共にMC
- 石橋貴明のたいむとんねる（2018年4月16日 - 2019年3月18日、フジテレビ）※石橋貴明と共にMC[16]
- 美人塾（BSフジ｜毎週水曜日3:30 - 4:00、BS-TBS｜月2回月曜日1:00 - 1:30、美容と健康についてのバラエティ&通販番組）
- とっておきやに夢中![17] （2009年10月 - 2010年5月、TOKYO MX）
- ぷれサタ!（2010年10月2日 - 2013年3月16日、東海テレビ）※土曜月1回レギュラー
- DON!（2010年10月5日 - 2011年3月22日、日本テレビ） - 火曜レギュラー（曜日企画「ミッツ&つばさのキッチン刑事」を担当）
  - 2011年3月25日放送の最終回スペシャルにも出演
- ワイドショー女子会（2011年6月 - 、TBSテレビ）不定期
- 幸せの黄色い仔犬（2011年8月27日、中京テレビ） - 大竹まことと共にゲスト出演
- 徳光&ピン子&ミッツのもしも突然芸能人が家族になったらどうなる? （2011年10月05日 - 2014年1月26日、テレビ東京）
- 僕らが考える夜（2015年5月28日 - 9月17日、フジテレビ） - 不定期出演
- ヒルナンデス!（2011年4月6日 - 2018年9月26日、日本テレビ）※水曜レギュラー
- アオタガイ学園（2015年10月2日 - 2016年3月25日、札幌テレビ）※MC
- バイキング→バイキングmore（2019年4月2日 - 2022年3月、フジテレビ）※火曜レギュラー→木曜準レギュラー
- 突然ですが占ってもいいですか?2時間SP（2021年11月17日、フジテレビ）[18]
- 人志松本のすべらない話（2022年12月2日、フジテレビ）
- 秘密のケンミンSHOW極（2023年3月2日、読売テレビ）
- GINZA CASSETTE SONG（2023年10月19日 - 2024年3月30日、 BS-TBS） - MC[19][20][21]

### テレビドラマ
- 勇者ヨシヒコと悪霊の鍵 第3話 （2012年10月27日、テレビ東京） - ボス 役
- 水曜ミステリー9 刑事・ガサ姫〜特命・家宅捜索班〜3（2014年6月11日、テレビ東京） - サミー原田 役
- ファーストクラス 第9話（2014年12月10日、フジテレビ） - 川島ロミ男 役
- ドS刑事（2015年4月11日 - 6月20日、日本テレビ） - 乾研三郎 役
- 必殺仕事人2016（2016年9月25日、朝日放送〈現：朝日放送テレビ〉・テレビ朝日共同制作） - あさぎ 役
- 警視庁・捜査一課長 第1話（2017年4月13日、テレビ朝日） - 川崎ミツ 役
- 釣りバカ日誌 Season2〜新米社員 浜崎伝助〜 第1話（2017年4月21日、テレビ東京） - カプチーノ越川 役
- 吾輩の部屋である（2017年9月19日 - 11月20日、日本テレビ） - 照明 役（声の出演）
- 黒薔薇 刑事課強行犯係 神木恭子（2017年12月16日、テレビ朝日） ‐ 神大寺義経 役
- 癒されたい男 第12話（2019年6月27日、テレビ東京） ‐ 創業姪子 役
- スポットライト (2020年7月7日 -、TOKYO MX1) - ストーリーテラー
- 志村けんとドリフの大爆笑物語（2021年12月27日、フジテレビ） - バーのママ 役[22]

### 舞台
- ミュージカル『DNA-SHARAKU』（2016年1月、新国立劇場中劇場） - 佐山小鳥 役
- サンリオピューロランド『不思議の国のハローキティ』（2013年4月20日 - 2018年1月31日） - ジョーカー/黒バラ 役（声の出演）

### 映画
- レオン（2018年2月24日、ファントム・フィルム） - 猫田 役

### インターネットテレビ
- 安室奈美恵ファッション総選挙　FASHION MOVIE BEST 50（2018年9月9日、AbemaTV）[23]

### インターネットラジオ
- TOKYO AFTER6（Suono Dolce） - インターネットラジオ「Suono Dolce」丸の内のカギを握る!キーパーソンとして四半期に一度程度ゲスト出演。
  - 2010年10月1日より、毎週水曜日、増田みのりのTOKYO AFTER6内新コーナー「ミッツ・マングローブの来夢来人へいらっしゃ〜い」にレギュラー出演。
- オールナイトニッポンモバイル（2010年8月25日 - 、ニッポン放送、「ミッツ・マングローブのオールナイトニッポンモバイル」と着ボイスを配信）

### 番組ナレーション
- Watch A「学力日本一 踊る教室」（2014年7月4日、NHK秋田放送局）
- AKBホラーナイト アドレナリンの夜（2015年10月8日 - 2016年3月17日、テレビ朝日） - 案内人
- こころの時代「なんでやねんと ええやんか」（2021年3月28日、NHK Eテレ）[24]

### CM
- サントリーフーズ「BOSS」（2015年）[25] - 伯父の和夫と共演
- サントリー「-196度 極キレ」（2016年）[26]
- 花王「ブローネ ワンプッシュカラー」『染め残しが気になる篇』（2017年4月 - ） - 室井佑月、椿鬼奴と競演[27]
- ニベア花王「アトリックス ハンドミルク」（2017年9月 - ） - ナレーション[28]

## 活動

### バーのママ
- 来夢来人 - 女性専用バーのママ、新丸の内ビルディング7階。毎週水曜日、金曜日に出勤（2011年5月現在）

#### タレント活動（キャンペーン・PR・その他）
2010年
- 10月18日 - クレンジングクリーム「ポンズ」（ユニリーバ・ジャパン）と宝塚歌劇のタイアップキャンペーン発表会にゲストとして出席
- 10月28日 - ワーナー・ブラザース公式動画配信サービス「ワーナー・オンデマンド」のサイトリオープンを記念したイベントにキャンペーン・プロデューサーとして出席
- 11月20日 - 富山県魚津市のサウンドバー「バナナの恩返し」主催、「第14回 美女と野獣のマンモスコンパ 各50vs50」にスペシャルゲストとして登場
- 11月23日 - 女性ファッション誌「JUNON」（主婦と生活社）の美男子コンテスト『第23回ジュノン・スーパーボーイ・コンテスト』最終選考会に審査員として出席
- 12月8日 - 松屋銀座にて開催「Barbie & Ken 50th Anniversary バービー展」（主催:読売新聞社）のオープニングイベントに自前のバービー衣装を身に纏い登場
- 12月20日 - 『Tokyo SuperStar Awards』2010年度〈ブレークスルー賞〉にノミネートされる
- 12月22日 - 光都東京・LIGHTOPIA 2010 スペシャルプログラム「Suono Dolce Christmas Live from Marunouchi」に出演。豪華7組のアーティストの大トリを務め、「ブルー・ライト・ヨコハマ」と「The Chrismas Song」（伴奏：中塚武）の2曲を熱唱

2011年
- 1月26日 - 『特別展 ダ・ヴィンチ 〜モナ・リザ 25の秘密〜』を開催中の「日比谷ダ・ヴィンチミュージアム」にて、一日名誉館長に就任
- 2月13日 - 都内で行われたモデル吉川ひなののプライベート本『Love』（宝島社）の発売記念イベントにゲスト出演
- 3月4日 - カフェネスカフェ原宿にて行われた土岐麻子がMCを務めるラジオ番組「TOKI CHIC RADIO」の公開放送『「TOKI CHIC RADIO」スペシャルイベント〜土岐麻子の1日遅れのひなまつり』にゲスト出演
- 4月4日 - タワーレコード新宿店7Fイベントスペースにて、デビューシングル「若いってすばらしい」発売記念ミニライブ&握手会を開催

### ショー/イベント

#### プロデュース・オーガナイズ
- Produce - Mitz Mangrove Spring Festival 2010＠PINK BIG PIG（2010年4月23日）
- Produce - ミッツ・マングローブ Conert 2011 〜誰かが私を呼んでいる〜＠原宿クエストホール（2011年4月29日）

#### 出演
- Special Guest DJ - SMOKE＠ArcH（2010年3月29日）
- DRAG QUEEN - do with cafe 5th anniversary＠do with cafe（2010年5月3日）
- Special Guest - Campy!飲み会Vol.7＠新宿ロフトプラスワン（2010年6月26日）
- DRAG QUEEN - KYLIE -Kylie Minogue Night-＠ArcH（2010年7月23日）
- DRAG QUEEN - ArcH 4th & ALAMAS CAFE 2nd Anniversary Party 〜A&A AIR LINE〜＠ArcH（2010年7月24日）
- 友情出演〈星屑スキャット〉 - ギャランティーク和恵リサイタル2010 「歌謡グランドショー」＠日本橋劇場（2010年9月17日）
- SHOW GIRL - 新宿ムーランルージュ〜ファイナル〜feat.ミッツ・マングローブ＠PINK BIG PIG（2010年12月27日）
- 紅組司会／大トリ - 第9回 女装紅白歌合戦 〜女装でつなごう〜＠ArcH（2010年12月31日）／演目：もう一度ふたりで歌いたい（和田アキ子）
- DRAG QUEEN - KYLIE -Kylie Minogue Night-＠ArcH（2011年4月23日）
- DRAG QUEEN - do with cafe 5th anniversary＠do with cafe（2011年5月4日）
- DRAG QUEEN - PRAY -新宿二丁目から「祈り」を-＠ArcH（2011年5月5日）
- J-POP QUEEN - J-POP SUMMIT 2016 @アメリカ合衆国サンフランシスコ（2016年7月24日）

### 楽曲提供
- 気ままな片想い - カントリー・ガールズ（作詞・作曲。「嗣永桃子アイドル15周年記念アルバム♡ありがとう おとももち♡」に収録）[29]

## ディスコグラフィ

### アルバム

#### オムニバス
- ヒメのたしなみ（2009年3月18日、コロムビアミュージックエンタテインメント(現・日本コロムビア)） - 歌唱アドバイスを監修・解説
- ヒメのたしなみ2（2010年8月18日、コロムビアミュージックエンタテインメント） - 歌唱アドバイスを監修・解説。「ブルー・ライト・ヨコハマ」をカバー

### シングル
- 若いってすばらしい（2011年3月23日、日本コロムビア） - オリコン199位
1966年に発売された槇みちるのヒット曲のカバー。
- メロン娘とオレンジ娘（2012年4月18日、日本コロムビア） - オリコン76位
作詞：橋本淳、作曲：平尾昌晃、編曲：船山基紀
- 東京タワー（2018年1月24日、日本コロムビア） - オリコン147位
作詞：五木寛之、作曲：立原岬（五木寛之のペンネーム）、編曲：兼松衆

### 配信シングル※着うた（R）
- Mitz Mangrazie（ミッツ・マングラッチェ）彼とお月様〜Notte di Luna〜（2011年10月5日、DefSTAR RECORDS）

### 配信シングル※着うたフル（R）・PC
- Mitz Mangrazie（ミッツ・マングラッチェ）彼とお月様〜Notte di Luna〜（2011年10月12日、DefSTAR RECORDS）

### 配信シングル※着うた（R）
- Mitz Mangrazie（ミッツ・マングラッチェ）彼とお月様〜Notte di Luna〜（TOKYO STYLE REMIX）（2011年10月12日、DefSTAR RECORDS）